# Elecciones generales de Suecia de 2022
Las elecciones generales de Suecia de 2022 se realizaron el domingo 11 de septiembre del mismo año en Suecia, dónde se eligieron los 349 miembros del Riksdag, quienes a su vez eligieron al primer ministro. Según la constitución, las elecciones regionales y municipales también se celebraron el mismo día. Los resultados preliminares presentados el 15 de septiembre mostraron que los partidos de gobierno perdieron la mayoría, lo que fue confirmado por los resultados finales publicados el 17 de septiembre. Después de un mes de negociaciones tras las elecciones que llevaron al denominado "Acuerdo de Tidö" entre el bloque de derecha, el líder del Partido Moderado (M), Ulf Kristersson, fue elegido primer ministro el 17 de octubre. El Gabinete Kristersson es un gobierno minoritario que se basa en el apoyo, la confianza y el suministro de los Demócratas de Suecia (SD).
En las elecciones generales suecas de 2018, el Partido Socialdemócrata Sueco (S) bajo el mando del primer ministro Stefan Löfven formó un gobierno con el Partido Verde (MP), mientras que el Partido del Centro (C), el Partido de la Izquierda (V) y los Liberales ( L) se abstuvieron durante la votación del 18 de enero de 2019. La Alianza, en la que los del Centro y Liberales habían participado desde 2004, fue efectivamente disuelta; a fines de 2021, los del Partido Moderado (M) formó una alianza informal de derecha con Kristersson como principal opositor que incluía a los Demócratas Cristianos (KD) con el apoyo de Liberales y Demócratas de Suecia (SD). Löfven gobernó durante todo la Pandemia de COVID-19 en Suecia, incluso cuando su gobierno fue destituido brevemente debido a un voto de censura iniciado por el Partido de la Izquierda en junio de 2021 sobre los controles de alquiler. Löfven renunció a todos los cargos políticos en noviembre de 2021. Magdalena Andersson, exministra de Finanzas de Suecia, lo sucedió y dirigió el gabinete de Andersson desde entonces, con los partidos Centro, Izquierda y Verde sirviendo como apoyo, confianza y suministro para el gobierno.
El período de la campaña de las elecciones se encontró con problemas relacionados con el ingreso de Suecia a la OTAN debido a la invasión rusa de Ucrania en 2022, así como con el crimen, la energía, la economía y la inmigración. Los partidos parlamentarios hicieron campaña durante julio y agosto, mientras que a fines de agosto los Demócratas de Suecia superó a los Moderados en las encuestas de opinión. Las encuestas a boca de urna mostraron que los Socialdemócratas y los partidos del Bloque de Andersson tenían una estrecha ventaja frente al Bloque de Derecha (SD, M, KD, L). Durante el recuento de los resultados preliminares y posteriormente, la Autoridad Electoral de Suecia dijo que el Bloque de Derecha superó al bloque de Izquierda (S, V, C, MP) por tres escaños. Andersson concedió la elección tres días después, seguida de su renuncia al día siguiente.
La elección vio cambios masivos entre los dos bloques en diferentes regiones. El bloque de izquierda obtuvo la mayor cantidad de votos en las grandes ciudades y varias ciudades universitarias con márgenes masivos sin precedentes. Esto incluyó importantes ganancias relativas en toda la región de la capital y también la inversión de dos municipios suburbanos en el condado de Estocolmo. Mientras tanto, la derecha logró derribar decenas de municipios que históricamente habían estado dominados por Socialdemócratas, especialmente en la región interior central de Bergslagen. En esta zona históricamente industrial, el condado de Dalarna fue ganado por la coalición de derecha por primera vez en la historia, mientras que la izquierda mantuvo por solo 373 votos en Värmland. Esto también se aplicó a algunos municipios que los partidos de izquierda absoluta (S, V, MP) habían ganado con una mayoría absoluta de 50 puntos desde las elecciones generales suecas de 1994, que la derecha recuperó.
El bloque de derecha en el norte de Suecia también obtuvo importantes avances en la minoría, liderando la votación en ocho municipios en comparación con ninguno cuatro años antes. En el bajo este, los condados históricamente izquierdistas de Kalmar, Södermanland, Västmanland y Östergötland se inclinaron hacia la derecha para sellar la mayoría. Los Socialdemócrata ganó el 30% del voto popular con un aumento neto a pesar de la derrota electoral. Demócratas de Suecia se convirtió en el segundo partido más fuerte con más del 20% del voto popular, superando a los Moderados con un 19%. Los bloques estaban separados por un estrecho margen de alrededor de medio punto porcentual. A los partidos alineados con el gobierno saliente les fue algo mejor en las elecciones regionales y municipales.

## Antecedentes

### Elecciones de 2018

Composición del Riksdag en 2018

Las elecciones de 2018 concluyeron con un resultado complicado para todas las partes involucradas. Aunque los socialdemócratas obtuvieron el primer lugar con el 28% de los votos, el Bloque Roji-Verde, conformado por socialdemócratas, Verdes y el Partido de la Izquierda, solo obtuvo 144 escaños y, por lo tanto, claramente perdió la mayoría de 175 escaños. Lo mismo le ocurrió a la Alianza por Suecia, liderada por el Partido Moderado junto con el Partido liberal, el Partido del Centro y el Partido Demócrata Cristiano, obtuvieron 143 escaños. Los Demócratas de Suecia , partido conservador y nacionalista, obtuvo 62 escaños.

### Fallida formación del Gobierno
El primer ministro, Stefan Löfven, fue presentado al parlamento para la elección del nuevo primer ministro del 25 de septiembre de 2018, en las que tenía la mayoría de los diputados en su contra y, por lo tanto, no pudo formar un nuevo gobierno. El recién elegido presidente del Riksdag, Andreas Norlén tenía entonces la tarea de proponer un candidato adecuado ante el parlamento para la elección del primer ministro. Según la constitución sueca, el presidente del Riksdag puede proponer un candidato cuatro veces. Si las cuatro propuestas fracasan, se deben realizar nuevas elecciones en un plazo de tres meses.
A Ulf Kristersson, presidente del Partido Moderado, se le asignó por primera vez la tarea de formar un gobierno, pero tuvo que abandonar su proyecto después de que se determinó que sería rechazado por una mayoría de diputados. Posteriormente, esta tarea pasó al anterior primer ministro, Stefan Löfven. Dado que Löfven tampoco pudo garantizar una mayoría, el trabajo volvió a Ulf Kristersson, quien impugnó las elecciones del 14 de noviembre de 2018, sin embargo, no lo logró. En el segundo intento, Stefan Löfvén fue propuesto para las elecciones, pero esto también terminó con la derrota del candidato.

### Acuerdo de enero de 2019
La solución a la complicada situación se conoció como el Acuerdo de enero. Este acuerdo incluía la cooperación entre los partidos gobernantes, los socialdemócratas y los verdes, así como el Partido del Centro y los liberales. Los puntos angulares importantes del acuerdo fueron la reducción de la tasa impositiva máxima en cinco puntos porcentuales, una relajación de la protección contra el despido, una promesa de que las empresas privadas sean financiadas con impuestos en la atención y un aumento de los impuestos medioambientales. También se acordó que se deberían introducir alquileres acordes con el mercado para los nuevos apartamentos durante el mandato.
Sin embargo, las partes del acuerdo dependían del comportamiento electoral del Partido de la Izquierda. Esto fue particularmente difícil ya que el Partido del Centro y Los Liberales habían puesto como condición que el gobierno el Partido de la Izquierda no permitiera ninguna influencia. El 16 de enero de 2019, Jonas Sjöstedt, presidente del Partido de la Izquierda anunció que su partido se abstendría de votar. Sin embargo, amenazó con iniciar un voto de censura si el gobierno veía un deterioro en la protección contra el despido o las rentas del mercado. Sjöstedt afirmó que en una reunión con Stefan Löfven había acordado trabajar juntos en temas importantes y que esto habría sido la base de la abstención del Partido de la Izquierda. Mantuvo en secreto el contenido concreto de esta reunión. La líder del Partido de Centro, Annie Lööf, no vio ningún problema para el acuerdo en esta reunión.
El viernes 18 de enero de 2019, Stefan Löfvén fue propuesto nuevamente al parlamento para las elecciones. Con 116 votos a favor y 153 en contra, además de 77 abstenciones, el Riksdag no lo rechazó y pudo asumir nuevamente el cargo de primer ministro. Dado que el gobierno de Löfvén solo tenía 116 diputados y dependía de la aprobación de otros 59 para lograr la mayoría requerida de al menos 175 mandatos, el gobierno fue clasificado como débil.
El hecho de que los partidos de centroderecha ayudaran al socialdemócrata Löfvén a llegar al poder fue visto como una traición por varios diputados de derecha, como los Demócratas Cristianos y los del Partido Moderado.

### Pandemia de COVID-19

Número de casos (azul) y número de muertes (rojo) en una escala logarítmica.

El gobierno estuvo fuertemente influenciado por la pandemia de COVID-19. La autoridad sanitaria inicialmente opinó que el riesgo de propagación del coronavirus era de bajo a moderado. El primer caso confirmado de COVID-19 se conoció el 31 de enero de 2020, y el 14 de marzo la primera persona fallecida. En mayo, el gobierno ordenó que se hicieran pruebas a 100.000 personas por semana para contener la propagación de la enfermedad, pero los recursos de atención médica insuficientes y las responsabilidades poco claras significaron que este objetivo no se logró. Las escuelas secundarias y universidades se realizaron a distancia, mientras que las escuelas primarias permanecieron abiertas. La OMS, la autoridad sanitaria no recomendó el uso de mascarillas faciales. La pandemia provocó un exceso de mortalidad en 2020: un promedio de 98.000 personas murieronen en 2020. Se implementaron restricciones sobre el número de personas que podían reunirse en eventos deportivos, restaurantes, etc. Estas restricciones se levantaron el 29 de septiembre de 2021.

### Remoción, reelección y renuncia del gobierno
Una de las primeras medidas adoptadas por el gobierno fue la eliminación del llamado Värnskatt (en español: Impuesto de defensa), un tipo impositivo máximo de cinco puntos porcentuales para los ingresos superiores a unos 6.000 euros al mes. A partir del 1 de enero de 2020, esta tasa impositiva ya no existe para los ingresos más altos. El Partido de la Izquierda, lo rechazado, debido a la agrupación especial de una alianza formada por los socialdemócratas, los verdes y los partidos de centroderecha, el partido del centro y los liberales, así como la tolerancia de esta agrupación por parte del partido de la izquierda, Stefan Löfven estaba en constante riesgo de ser destituido. Además, el gobierno tuvo que aceptar varias derrotas en las votaciones en el parlamento. Por último el Partido de la Izquierda había amenazado públicamente varias veces con iniciar un voto de censura, ya que consideraba que las políticas de Löfvén eran básicamente inaceptables. La ruptura entre el gobierno y el Partido de la Izquierda se produjo cuando el gobierno propuso en el verano de 2021 introducir alquileres de mercado para nuevos apartamentos, ya que los críticos temían un fuerte aumento de los alquileres si se implementaba este proyecto.

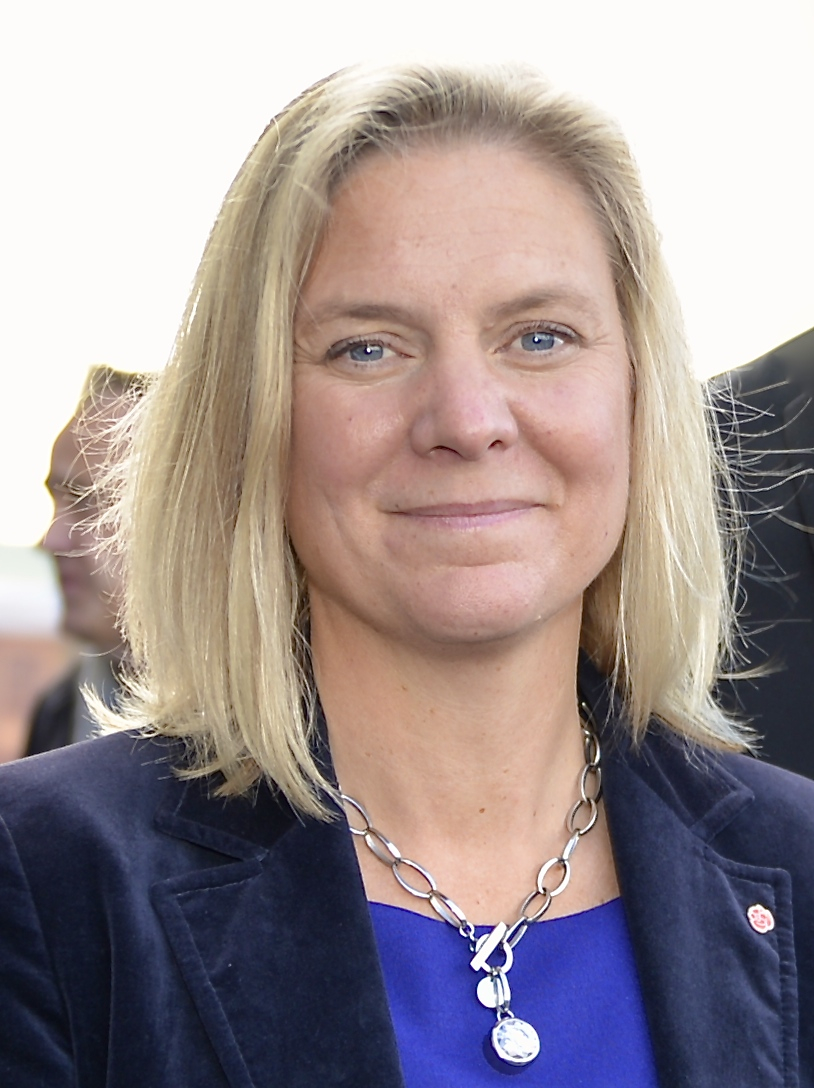
Magdalena Andersson

Una votación de censura el 21 de junio de 2021 terminó con la destitución de Stefan Löfven, ya que todos los partidos (excepto los socialdemócratas y los verdes) votaron a favor de la destitución. Según este resultado Nyamko Sabuni, presidenta del los liberales aseguró que no se darían más las condiciones para la cooperación y se esforzó desde entonces en un gobierno de centroderecha bajo el líder opositor Ulf Kristersson. Dado que la Oposición, el Partido de la Izquierda, Partido Moderado, Liberales, Demócratas Cristianos y Demócratas de Suecia) no podía ofrecer ninguna alternativa de gobierno, el presidente del Riksdag, Andreas Norlén, sugirió nuevamente el 5 de julio de 2021, a Löfven para continuar con el gobierno. En la elección del 7 de julio de 2021, Löfvén fue elegido por el Riksdag y por lo tanto, pudo continuar con su gobierno. El 23 de agosto de 2021, Stefan Löfvén anunció que renunciaría como líder del Partido Socialdemócrata y como primer ministro en el otoño de 2021. En el congreso del partido de los socialdemócratas el 4 de noviembre, la anterior ministra de Hacienda, Magdalena Andersson, fue elegida como la nueva presidenta del partido. Andersson fue elegida primera ministra el 24 de noviembre de 2021, siendo la primera mujer en ocupar dicho cargo. Siete horas más tarde, los Verdes abandonaron la coalición gobernante después de que la propuesta de presupuesto de la oposición, del Partido Moderado, Demócratas Cristianos, Demócratas de Suecia, encontrara una mayoría relativa, tras lo cual Andersson renunció. Cinco días después de renunciar, el 29 de noviembre de 2021 Andersson fue elegida nuevamente como primera ministra.

## Sistema electoral
El Riksdag (Parlamento sueco) está compuesto por 349 parlamentarios, y todos son elegidos por representación proporcional en listas de partidos de múltiples miembros que pueden ser regionales (la mayoría de los partidos principales) o nacionales (Demócratas de Suecia). Cada uno de los 29 distritos electorales tiene un número determinado de parlamentarios que se divide a través de los resultados de los distritos electorales para garantizar la representación regional. Los demás parlamentarios se eligen a través de un equilibrio proporcional, para garantizar que el número de diputados elegidos por los distintos partidos represente con precisión los votos del electorado. La constitución sueca  dice que el Riksdag es responsable de los impuestos y hacer leyes, y que el gobierno es responsable ante el Riksdag. Esto significa que Suecia tiene parlamentarismo en una monarquía constitucional, asegurando que el gobierno sea designado por los representantes del pueblo; el primer ministro es, por lo tanto, elegido indirectamente. Se requiere un mínimo del 4 % del voto nacional para que un partido ingrese al Riksdag, alternativamente el 12 % o más dentro de un distrito electoral.

## Campaña
Después del comienzo de la Invasión rusa de Ucrania en 2022 , los temas de la campaña cambiaron hacia la adhesión de Suecia a la OTAN, así como a la vecina Finlandia. Un país militarmente no alineado, las encuestas de opinión posteriores a la invasión habían mostrado que la mayoría de los encuestados apoyaba la adhesión de Suecia a la OTAN por primera vez. El Partido Socialdemócrata Sueco (S) y los Demócratas de Suecia (SD), que históricamente habían favorecido la neutralidad, revisaron su postura sobre el tema y manifestaron su apoyo a unirse a la OTAN. El Partido Verde (MP) siguió oponiéndose, mientras que el Partido de la Izquierda (V) manifestó que optaría por un referéndum sobre el tema.
El crimen fue un tema clave de la campaña. Los temas relacionados con la inmigración también jugaron un papel clave durante el período de la campaña, y los temas relacionados con el crimen de pandillas fueron los que más se hablaron. Además, durante el período de la campaña también se habló de temas relacionados con la energía, la salud, la ley y el orden, la educación, la economía y el medio ambiente.

## Partidos políticos
| Partido | Partido                                              | Ideología                                       | Líder                      | Dip prev (2018) |
| ------- | ---------------------------------------------------- | ----------------------------------------------- | -------------------------- | --------------- |
|         | Partido Socialdemócrata Sueco (S) Socialdemokraterna | Socialdemocracia                                | Magdalena Andersson        | 100             |
|         | Partido Moderado (M) Moderaterna                     | Conservadurismo liberal                         | Ulf Kristersson            | 70              |
|         | Demócratas de Suecia (SD) Sverigedemokraterna        | Conservadurismo social Conservadurismo nacional | Jimmie Åkesson             | 62              |
|         | Partido del Centro (C) Centerpartiet                 | Liberalismo Agrarismo                           | Annie Lööf                 | 31              |
|         | Partido de la Izquierda (V) Vänsterpartiet           | Socialismo Feminismo                            | Nooshi Dadgostar           | 28              |
|         | Demócratas Cristianos (KD) Kristdemokraterna         | Democracia cristiana                            | Ebba Busch                 | 22              |
|         | Liberales (L) Liberalerna                            | Liberalismo                                     | Johan Pehrsson             | 20              |
|         | Partido Verde (MP) Miljöpartiet                      | Política verde                                  | Märta Stenevi y Per Bolund | 16              |

## Debates
| Debates de las elecciones generales de Suecia de 2022 | Debates de las elecciones generales de Suecia de 2022 | Debates de las elecciones generales de Suecia de 2022 | Debates de las elecciones generales de Suecia de 2022 | Debates de las elecciones generales de Suecia de 2022 | Debates de las elecciones generales de Suecia de 2022 | Debates de las elecciones generales de Suecia de 2022 | Debates de las elecciones generales de Suecia de 2022 | Debates de las elecciones generales de Suecia de 2022 | Debates de las elecciones generales de Suecia de 2022 | Debates de las elecciones generales de Suecia de 2022 | Debates de las elecciones generales de Suecia de 2022 |              |                 |                 |        |
| Fecha                                                 | Hora                                                  | Organizador                                           | P Presente I Invitado N No invitado                   | P Presente I Invitado N No invitado                   | P Presente I Invitado N No invitado                   | P Presente I Invitado N No invitado                   | P Presente I Invitado N No invitado                   | P Presente I Invitado N No invitado                   | P Presente I Invitado N No invitado                   | P Presente I Invitado N No invitado                   | P Presente I Invitado N No invitado                   |              |                 |                 |        |
| Fecha                                                 | Hora                                                  | Organizador                                           | S                                                     | M                                                     | SD                                                    | C                                                     | V                                                     | KD                                                    | L                                                     | MP                                                    | Ref.                                                  |              |                 |                 |        |
| ----------------------------------------------------- | ----------------------------------------------------- | ----------------------------------------------------- | ----------------------------------------------------- | ----------------------------------------------------- | ----------------------------------------------------- | ----------------------------------------------------- | ----------------------------------------------------- | ----------------------------------------------------- | ----------------------------------------------------- | ----------------------------------------------------- | ----------------------------------------------------- | ------------ | --------------- | --------------- | ------ |
| Fecha                                                 | Hora                                                  | Organizador                                           | 16 Ago                                                | 20:00                                                 | Expressen                                             | P Magdalena Andersson                                 | P Ulf Kristersson                                     | P Jimmie Åkesson                                      | P Annie Lööf                                          | P Nooshi Dadgostar                                    | Ref.                                                  | P Ebba Busch | P Johan Pehrson | P Märta Stenevi | [ 34 ] |
| 17 Ago                                                | 21:00                                                 | Aftonbladet                                           | P Magdalena Andersson                                 | P Ulf Kristersson                                     | P Jimmie Åkesson                                      | P Annie Lööf                                          | P Nooshi Dadgostar                                    | P Ebba Busch                                          | P Johan Pehrson                                       | P Märta Stenevi                                       | [ 35 ]                                                |              |                 |                 |        |
| 31 Ago                                                | 11:45                                                 | Sveriges Radio                                        | P Hans Dahlgren                                       | P Tobias Billström                                    | P Markus Wiechel                                      | P Martin Ådahl                                        | P Ali Esbati                                          | P Jakob Forssmed                                      | P Maria Nilsson                                       | P Maria Ferm                                          | [ 36 ]                                                |              |                 |                 |        |
| 2 Sep                                                 | 15:00                                                 | Sveriges Radio                                        | P Magdalena Andersson                                 | P Ulf Kristersson                                     | P Jimmie Åkesson                                      | P Annie Lööf                                          | P Nooshi Dadgostar                                    | P Ebba Busch                                          | P Johan Pehrson                                       | P Märta Stenevi                                       | [ 37 ]                                                |              |                 |                 |        |
| 7 Sep                                                 | 20:00                                                 | SVT                                                   | P Magdalena Andersson                                 | P Ulf Kristersson                                     | N                                                     | N                                                     | N                                                     | N                                                     | N                                                     | N                                                     | [ 38 ]                                                |              |                 |                 |        |
| 8 Sep                                                 | 20:00                                                 | TV4                                                   | P Magdalena Andersson                                 | P Ulf Kristersson                                     | P Jimmie Åkesson                                      | P Annie Lööf                                          | P Nooshi Dadgostar                                    | P Ebba Busch                                          | P Johan Pehrson                                       | P Märta Stenevi                                       | [ 39 ]                                                |              |                 |                 |        |
| 9 Sep                                                 | 20:00                                                 | SVT                                                   | P Magdalena Andersson                                 | P Ulf Kristersson                                     | P Jimmie Åkesson                                      | P Annie Lööf                                          | P Nooshi Dadgostar                                    | P Ebba Busch                                          | P Johan Pehrson                                       | P Märta Stenevi                                       | [ 40 ]                                                |              |                 |                 |        |
| 10 Sep                                                | 20:00                                                 | TV4                                                   | P Magdalena Andersson                                 | P Ulf Kristersson                                     | N                                                     | N                                                     | N                                                     | N                                                     | N                                                     | N                                                     | [ 41 ]                                                |              |                 |                 |        |

## Encuestas

### Encuesta a boca de urna
Las encuestas a boca de urna de Sveriges Television (VALU) sugirieron el siguiente desglose demográfico basado en resultados preliminares.
| Grupo                                | Porcentaje | Porcentaje | Porcentaje | Porcentaje | Porcentaje | Porcentaje | Porcentaje | Porcentaje | Porcentaje |   |   |
| Grupo                                | S          | SD         | M          | V          | C          | KD         | MP         | L          | Otros      |   |   |
| ------------------------------------ | ---------- | ---------- | ---------- | ---------- | ---------- | ---------- | ---------- | ---------- | ---------- | - | - |
| Grupo                                | Total      | 30         | 21         | 19         | 7          | 7          | 5          | 5          | Otros      | 5 | 1 |
| Resultados por Género                |            |            |            |            |            |            |            |            |            |   |   |
| Mujeres                              | 34         | 16         | 17         | 8          | 8          | 6          | 6          | 4          | 1          |   |   |
| Hombres                              | 26         | 25         | 21         | 6          | 6          | 5          | 4          | 5          | 2          |   |   |
| Resultados por Edad                  |            |            |            |            |            |            |            |            |            |   |   |
| 18–21 años                           | 20         | 22         | 26         | 10         | 6          | 5          | 5          | 5          | 1          |   |   |
| 22–30 años                           | 23         | 17         | 21         | 11         | 8          | 6          | 6          | 5          | 3          |   |   |
| 31–64 años                           | 30         | 21         | 19         | 6          | 6          | 6          | 5          | 4          | 3          |   |   |
| Mayores de 65 años                   | 38         | 17         | 16         | 4          | 7          | 5          | 4          | 6          | 3          |   |   |
| Resultados por Grupo de Trabajadores |            |            |            |            |            |            |            |            |            |   |   |
| Trabajadores de cuello azul          | 32         | 29         | 14         | 9          | 4          | 5          | 4          | 2          | 1          |   |   |
| Trabajadores de cuello blanco        | 32         | 15         | 21         | 6          | 8          | 5          | 6          | 6          | 0          |   |   |
| Empresarios y agricultores           | 19         | 24         | 25         | 3          | 9          | 6          | 6          | 6          | 2          |   |   |
|                                      |            |            |            |            |            |            |            |            |            |   |   |
| Fuente: Sveriges Television          |            |            |            |            |            |            |            |            |            |   |   |

## Resultados
Al 15 de septiembre de 2022, los resultados seguían siendo preliminares después de que se presentara un primer recuento. Los resultados oficiales se anunciaron aproximadamente una semana después de las elecciones, mostrando cambios muy menores.
|  | 30.33 % |

|  | 20.54 % |

|  | 19.10 % |

|  | 6.75 % |

|  | 6.71 % |

|  | 5.34 % |

|  | 5.08 % |

|  | 4.61 % |

|  | 0.44 % |

|  | 0.26 % |

|  | 0.20 % |

|  | 0.14 % |

|  | 0.09 % |

|  | 0.09 % |

|  | 0.08 % |

|  | 0.05 % |

|  | 0.03 % |

|  | 0.03 % |

|  | 0.03 % |

|  | 0.02 % |

|  | 0.02 % |

|  | 0.07 % |

|  | 98.93 % |

|  | 1.07 % |

|  | 100.0 % |

|  | 22.8 % |

|  | 84.21 % |

### Por Bloques

Mapa de resultados por bloques

|  | 49.58 % |

|  | 48.87 % |

|  | 1.54 % |

|  | 100 % |

### Por Circunscripción
| Distrito                | Tierra | Participación | Votos     | S        | SD   | M    | V       | C    | KD   | MP   | L   | Otros | Izquierda | Derecha |     |     |      |      |
| Distrito                | Tierra | Participación | Votos     | %        | %    | %    | %       | %    | %    | %    | %   | Otros | %         | %       | %   |     |      |      |
| ----------------------- | ------ | ------------- | --------- | -------- | ---- | ---- | ------- | ---- | ---- | ---- | --- | ----- | --------- | ------- | --- | --- | ---- | ---- |
| Distrito                | Tierra | Participación | Votos     | Blekinge | G    | 86.1 | 103,580 | 31.1 | 28.5 | 17.9 | 4.4 | 4.8   | 5.5       | 2.9     | 3.5 | 1.2 | 43.3 | 55.4 |
| Dalarna                 | S      | 85.4          | 186,598   | 31.7     | 25.7 | 16.4 | 5.3     | 6.5  | 6.0  | 3.8  | 3.1 | 1.5   | 47.3      | 51.2    |     |     |      |      |
| Gothenburg              | G      | 80.7          | 347,101   | 27.7     | 14.7 | 18.5 | 12.8    | 5.9  | 4.4  | 7.9  | 5.9 | 2.3   | 54.3      | 43.4    |     |     |      |      |
| Gotland                 | G      | 87.1          | 41,459    | 34.6     | 15.7 | 16.8 | 6.4     | 11.7 | 4.0  | 6.5  | 2.8 | 1.5   | 59.2      | 39.3    |     |     |      |      |
| Gävleborg               | N      | 83.5          | 182,587   | 34.7     | 24.1 | 16.2 | 5.9     | 6.2  | 5.1  | 3.5  | 3.0 | 1.2   | 50.3      | 48.4    |     |     |      |      |
| Halland                 | G      | 86.6          | 221,675   | 28.3     | 22.6 | 22.5 | 4.0     | 7.0  | 6.0  | 3.6  | 4.8 | 1.1   | 42.9      | 55.9    |     |     |      |      |
| Jämtland                | N      | 85.0          | 85,024    | 36.1     | 20.1 | 14.8 | 5.6     | 9.1  | 5.4  | 5.0  | 2.6 | 1.3   | 55.8      | 42.9    |     |     |      |      |
| Jönköping               | G      | 85.3          | 229,125   | 29.1     | 23.3 | 18.7 | 4.0     | 7.5  | 9.3  | 3.2  | 3.7 | 1.3   | 43.7      | 55.0    |     |     |      |      |
| Kalmar                  | G      | 86.0          | 161,267   | 31.7     | 24.5 | 17.8 | 4.6     | 6.5  | 7.0  | 3.4  | 3.2 | 1.3   | 46.3      | 52.4    |     |     |      |      |
| Kronoberg               | G      | 85.4          | 124,992   | 31.0     | 23.6 | 19.5 | 5.0     | 6.0  | 6.8  | 3.5  | 3.1 | 1.5   | 45.5      | 53.0    |     |     |      |      |
| Malmö                   | G      | 77.2          | 192,043   | 29.6     | 16.4 | 17.9 | 12.5    | 5.5  | 3.0  | 7.5  | 4.5 | 3.2   | 55.0      | 41.8    |     |     |      |      |
| Norrbotten              | N      | 84.6          | 161,455   | 41.6     | 20.3 | 13.6 | 7.0     | 5.3  | 5.1  | 3.4  | 2.5 | 1.1   | 57.4      | 41.5    |     |     |      |      |
| Escania (Norte y Este)  | G      | 83.9          | 202,890   | 25.2     | 32.2 | 19.5 | 3.9     | 4.9  | 6.2  | 3.0  | 3.8 | 1.3   | 37.1      | 61.6    |     |     |      |      |
| Escania (Sur)           | G      | 87.3          | 259,333   | 25.4     | 23.4 | 22.1 | 5.0     | 6.6  | 4.8  | 5.5  | 6.2 | 1.2   | 42.5      | 56.3    |     |     |      |      |
| Escania (Oeste)         | G      | 81.9          | 191,655   | 27.3     | 28.8 | 19.8 | 4.6     | 5.0  | 4.7  | 3.5  | 4.5 | 1.8   | 40.5      | 57.8    |     |     |      |      |
| Estocolmo               | S      | 84.0          | 606,751   | 28.1     | 10.7 | 19.1 | 11.7    | 8.5  | 3.2  | 10.0 | 6.9 | 1.9   | 58.3      | 39.9    |     |     |      |      |
| Provincia de Estocolmo  | S      | 82.5          | 822,510   | 27.1     | 17.5 | 24.0 | 6.3     | 7.4  | 4.9  | 5.1  | 6.0 | 1.7   | 45.9      | 52.4    |     |     |      |      |
| Södermanland            | S      | 83.5          | 184,880   | 32.9     | 23.0 | 19.2 | 5.2     | 5.9  | 4.7  | 4.0  | 3.6 | 1.4   | 48.1      | 50.5    |     |     |      |      |
| Uppsala                 | S      | 86.0          | 248,888   | 29.1     | 18.2 | 18.3 | 7.9     | 7.2  | 5.9  | 6.7  | 5.0 | 1.7   | 51.0      | 47.4    |     |     |      |      |
| Värmland                | S      | 85.2          | 182,231   | 34.6     | 22.8 | 17.0 | 5.0     | 6.3  | 5.8  | 3.6  | 3.7 | 1.0   | 49.6      | 49.4    |     |     |      |      |
| Vestrobotnia            | N      | 85.8          | 177,543   | 40.7     | 14.5 | 14.1 | 8.5     | 7.8  | 4.7  | 5.4  | 3.1 | 1.1   | 62.5      | 36.4    |     |     |      |      |
| Västernorrland          | N      | 85.2          | 158,721   | 39.4     | 20.7 | 14.0 | 5.7     | 7.4  | 5.4  | 3.4  | 2.7 | 1.2   | 56.0      | 42.8    |     |     |      |      |
| Västmanland             | S      | 82.9          | 170,749   | 32.0     | 23.7 | 19.1 | 6.1     | 5.4  | 5.0  | 3.2  | 4.2 | 1.3   | 46.7      | 52.0    |     |     |      |      |
| Västra Götaland (Este)  | G      | 86.1          | 176,526   | 31.4     | 24.1 | 18.6 | 4.5     | 6.6  | 7.0  | 3.3  | 3.4 | 1.3   | 45.7      | 53.0    |     |     |      |      |
| Västra Götaland (Norte) | G      | 84.4          | 173,655   | 31.3     | 25.4 | 17.5 | 5.2     | 5.7  | 6.2  | 3.6  | 3.6 | 1.5   | 45.8      | 52.8    |     |     |      |      |
| Västra Götaland (Sur)   | G      | 84.4          | 141,906   | 29.1     | 23.6 | 18.9 | 5.3     | 7.1  | 7.0  | 3.6  | 3.8 | 1.6   | 45.1      | 53.3    |     |     |      |      |
| Västra Götaland (Oeste) | G      | 87.6          | 247,863   | 28.0     | 21.2 | 20.5 | 5.7     | 6.4  | 6.3  | 5.2  | 5.4 | 1.3   | 45.3      | 53.4    |     |     |      |      |
| Örebro                  | S      | 84.7          | 194,187   | 33.2     | 22.1 | 16.7 | 6.1     | 6.3  | 5.3  | 4.1  | 4.5 | 1.6   | 49.7      | 48.7    |     |     |      |      |
| Ostrogotia              | G      | 85.3          | 300,600   | 30.6     | 21.2 | 19.8 | 5.6     | 6.5  | 6.0  | 4.6  | 4.4 | 1.3   | 47.3      | 51.4    |     |     |      |      |
| Total                   |        | 84.2          | 6,477,794 | 30.3     | 20.5 | 19.1 | 6.8     | 6.7  | 5.3  | 5.1  | 4.6 | 1.5   | 48.8      | 49.5    |     |     |      |      |
| Fuente: VAL             |        |               |           |          |      |      |         |      |      |      |     |       |           |         |     |     |      |      |

### Distribución de Escaños
| Distrito                | S        | SD | M  | V  | C  | KD | MP | L  | Izquierda | Derecha | Total |   |   |
| ----------------------- | -------- | -- | -- | -- | -- | -- | -- | -- | --------- | ------- | ----- | - | - |
| Distrito                | Blekinge | 2  | 2  | 1  | 0  | 0  | 0  | 0  | 0         | 2       | Total | 3 | 5 |
| Dalarna                 | 3        | 3  | 2  | 1  | 1  | 1  | 0  | 0  | 5         | 6       | 11    |   |   |
| Gävleborg               | 4        | 2  | 2  | 1  | 1  | 1  | 0  | 0  | 6         | 5       | 11    |   |   |
| Gothenburg              | 5        | 3  | 3  | 2  | 1  | 1  | 2  | 1  | 10        | 8       | 18    |   |   |
| Gotland                 | 1        | 0  | 1  | 0  | 0  | 0  | 0  | 0  | 1         | 1       | 2     |   |   |
| Halland                 | 3        | 3  | 2  | 0  | 1  | 1  | 1  | 1  | 5         | 7       | 12    |   |   |
| Jämtland                | 2        | 1  | 1  | 0  | 0  | 0  | 0  | 0  | 2         | 2       | 4     |   |   |
| Jönköping               | 4        | 3  | 2  | 1  | 1  | 1  | 0  | 1  | 6         | 7       | 13    |   |   |
| Kalmar                  | 3        | 2  | 2  | 0  | 0  | 1  | 0  | 0  | 3         | 5       | 8     |   |   |
| Kronoberg               | 2        | 2  | 2  | 0  | 0  | 0  | 0  | 0  | 2         | 4       | 6     |   |   |
| Malmö                   | 3        | 2  | 2  | 1  | 1  | 0  | 1  | 1  | 6         | 5       | 11    |   |   |
| Norrbotten              | 4        | 2  | 1  | 1  | 0  | 0  | 0  | 0  | 5         | 3       | 8     |   |   |
| Escania (Norte y Este)  | 3        | 4  | 2  | 0  | 0  | 1  | 0  | 0  | 3         | 7       | 10    |   |   |
| Escania (Sur)           | 3        | 3  | 3  | 1  | 1  | 1  | 1  | 1  | 6         | 8       | 14    |   |   |
| Escania (Oeste)         | 3        | 3  | 2  | 0  | 1  | 0  | 0  | 1  | 4         | 6       | 10    |   |   |
| Södermanland            | 4        | 2  | 2  | 1  | 1  | 0  | 1  | 0  | 7         | 4       | 11    |   |   |
| Estocolmo               | 9        | 4  | 6  | 4  | 3  | 1  | 4  | 3  | 20        | 14      | 34    |   |   |
| Provincia de Estocolmo  | 11       | 8  | 10 | 3  | 3  | 2  | 3  | 3  | 20        | 23      | 43    |   |   |
| Uppsala                 | 4        | 2  | 2  | 1  | 1  | 1  | 1  | 1  | 7         | 6       | 13    |   |   |
| Värmland                | 4        | 2  | 2  | 1  | 1  | 1  | 0  | 0  | 6         | 5       | 11    |   |   |
| Västerbotten            | 4        | 1  | 1  | 1  | 1  | 0  | 1  | 0  | 7         | 2       | 9     |   |   |
| Västernorrland          | 4        | 2  | 1  | 1  | 1  | 0  | 0  | 0  | 6         | 3       | 9     |   |   |
| Västmanland             | 3        | 2  | 2  | 1  | 0  | 0  | 0  | 0  | 4         | 4       | 8     |   |   |
| Västra Götaland (Este)  | 3        | 2  | 2  | 0  | 1  | 1  | 0  | 0  | 4         | 5       | 9     |   |   |
| Västra Götaland (Norte) | 3        | 2  | 2  | 0  | 0  | 1  | 0  | 0  | 3         | 5       | 8     |   |   |
| Västra Götaland (Sur)   | 2        | 2  | 2  | 0  | 1  | 1  | 0  | 0  | 3         | 5       | 8     |   |   |
| Västra Götaland (Oeste) | 3        | 3  | 3  | 1  | 1  | 1  | 1  | 1  | 6         | 8       | 14    |   |   |
| Örebro                  | 3        | 2  | 2  | 1  | 1  | 1  | 1  | 1  | 6         | 6       | 12    |   |   |
| Östergötland            | 5        | 4  | 3  | 1  | 1  | 1  | 1  | 1  | 8         | 9       | 17    |   |   |
| Total                   | 107      | 73 | 68 | 24 | 24 | 19 | 18 | 16 | 173       | 176     | 349   |   |   |
| Fuente: VAL             |          |    |    |    |    |    |    |    |           |         |       |   |   |

### Mapas

Mapa de resultados por partido político
Mapa de resultados por bloques
Mapa de resultados por bloques sombreado por porcentaje de votación
Mapa de resultado del Partido Socialdemócrata Sueco (S)
Mapa de resultado de los Demócratas de Suecia (SD)
Mapa de resultado del Partido Moderado (M)
Mapa de resultado del Partido de la Izquierda (V)
Mapa de resultado del Partido del Centro (C)
Mapa de resultado de los Demócratas Cristianos (KD)
Mapa de resultado del Partido Verde (MP)
Mapa de resultado de los Liberales (L)
Mapa de resultados por área de votación por bloques
Mapa de resultados por área de votación por partidos políticos

## Reacciones

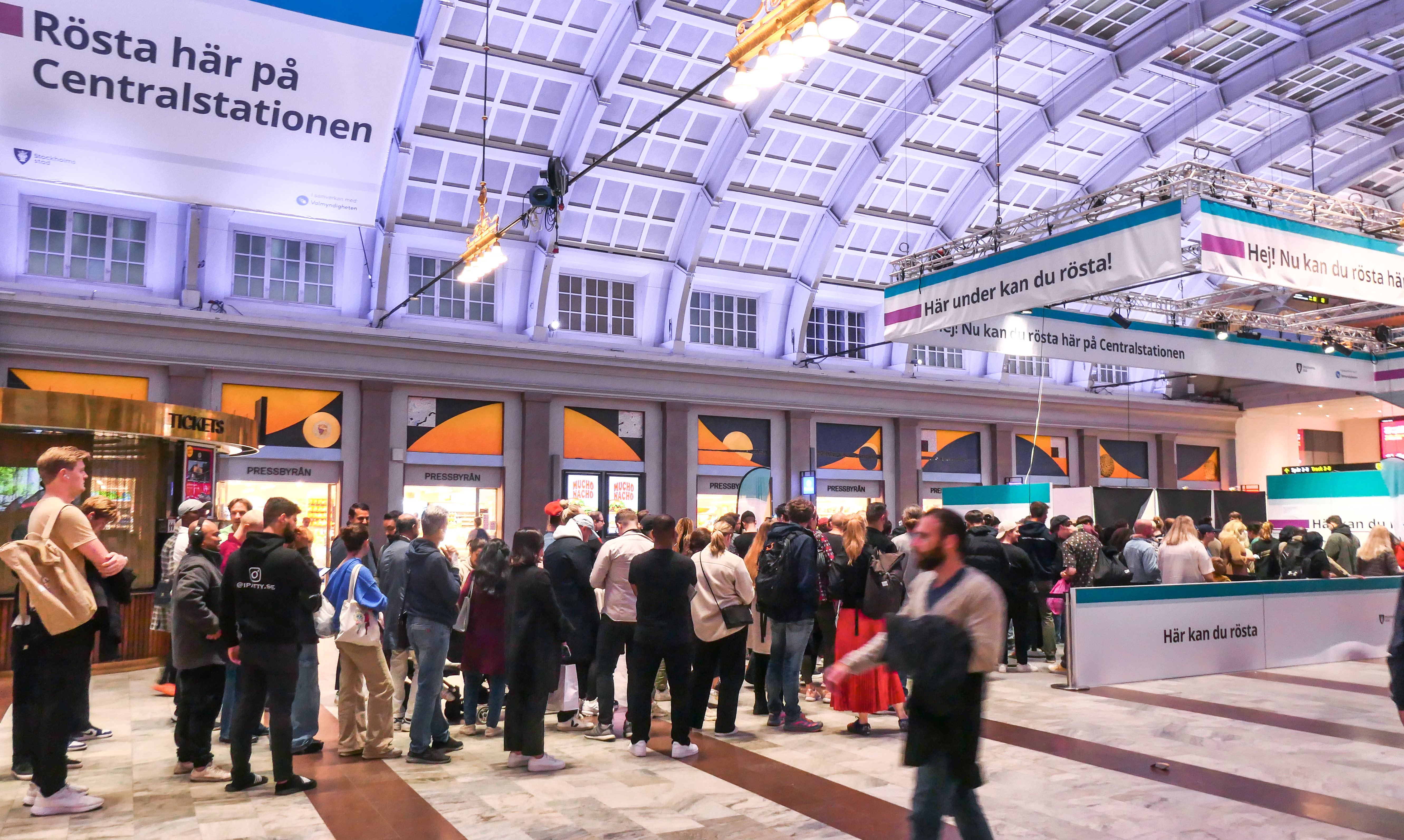
Cientos hacen fila para votar en la Estación Central de Estocolmo, 35 minutos antes de la hora de cierre, el día de las elecciones

Los colegios electorales se abrieron desde las 08:00 (CEST) hasta las 20:00, y hubo un total de 7.772.120 ciudadanos suecos que tenían derecho a votar en las elecciones generales de 2022. Según las encuestas a boca de urna publicadas por Sveriges Television y TV4 , el bloque en torno al Partido Socialdemócrata Sueco (S) mostró una estrecha ventaja frente al bloque en torno al Partido Moderado (M). También se informó que el partido de extrema derecha Demócratas de Suecia (SD) superaron a los Moderados en la cantidad de votos y informaron que podría convertirse en el segundo partido parlamentario. Los Socialdemócratas también ganó más votos en comparación con las elecciones generales suecas de 2018.
La Autoridad Electoral de Suecia declaró que el bloque de derecha compuesto por M, SD, Demócratas Cristianos (KD) y Liberales (L) superó al bloque de izquierda por uno a tres escaños durante el recuento de los resultados preliminares. La brecha entre los dos bloques era de alrededor de 50.000 votos.
- Ulf Kristersson, líder del Partido Moderado (M), declaró que "los resultados probablemente se conocerían el miércoles" y agradeció a sus votantes.
- Jimmie Åkesson, líder de Demócratas de Suecia (SD), afirmó que SD será un "papel central" en el cambio de poder.[55]

Kristersson también dijo que era posible un cambio en el número de escaños. Como se iban a contar los votos en el extranjero y algunos por correo.
- La actual primera ministra Magdalena Andersson, líder del Partido Socialdemócrata Sueco (S), afirmó que "era demasiado pronto para reconocer los resultados de las elecciones".[57]

Algunos analistas analizaron el ascenso del Partido de Matices, dirigido principalmente a la población musulmana del país, como una de las causas de las pérdidas en el bloque de izquierda.
- El 13 de septiembre, Annie Lööf, líder del Partido del Centro (C), envió un correo electrónico interno a los políticos electos del partido en el que calificaba los resultados del partido de "muy decepcionantes" y afirmaba que la junta directiva de C llevaría a cabo una investigación sobre los resultados del partido.[59] Dos días después, Lööf anunció su renuncia como líder del partido.[60]
- El 14 de septiembre, Andersson anunció su renuncia como primera ministra, allanando el camino para que Kristersson intente formar un nuevo gobierno.[61][62][63] Andersson pidió a M, KD y L que rechazaran SD y dijo que estaba abierta a una gran coalición con M que excluyera a SD.[64]

- Algunos Liberales (L) en particular desconfíaron de un gobierno con SD.[65] El partido europeo Renovar Europa, grupo parlamentario europeo del que forma parte L, criticó que los liberales formen parte de un gobierno que incluya a SD.[66]

A pesar de la mayoría de derecha, no se había formado ningún gobierno antes de la apertura del Riksdag recién elegido el 26 de septiembre. Los líderes del Partido Moderado expresaron su preocupación de que SD tendría una cantidad desproporcionada de influencia sobre un nuevo gobierno y usaría las presidencias de los comités que se les asignaron para bloquear o retrasar la política gubernamental. El 26 de septiembre, Andreas Norlén del Partido Moderado fue reelegido presidente del Riksdag por aclamación. La elección de Julia Kronlid de los Demócratas de Suecia como Segunda Vicepresidenta del Riksdag requirió una segunda votación después de que la primera votación quedara tres votos por debajo de la mayoría requerida.

### Formación del gobierno

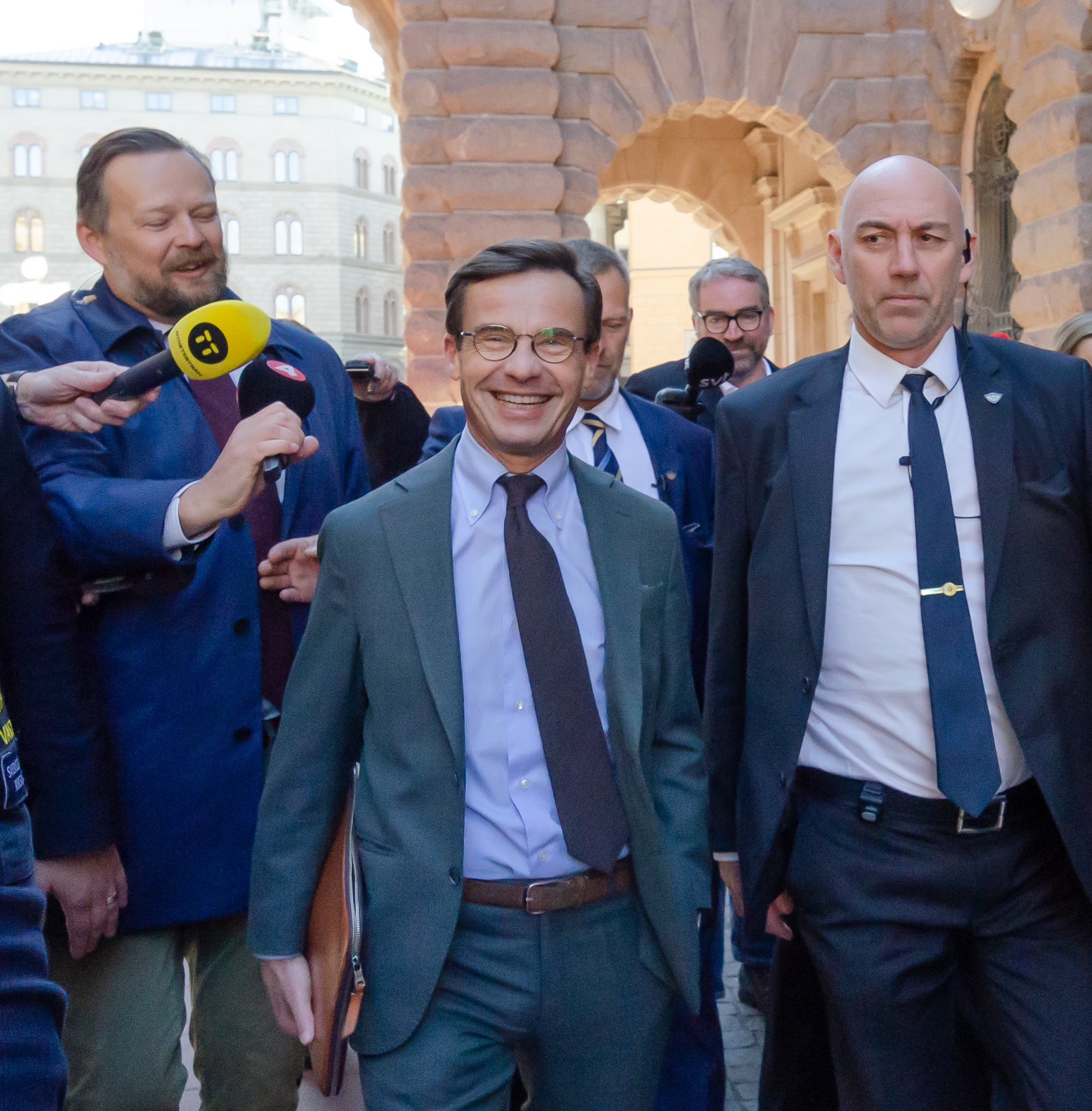
Ulf Kristersson de camino a convertirse en primer ministro de Suecia, octubre de 2022

El 19 de septiembre, el presidente del Riksdag Andreas Norlén, después de conversaciones con representantes de los partidos del Riksdag y una discusión con los vicepresidentes, encargó a Ulf Kristersson del Partido Moderado (M) que investigara las condiciones para formar un gobierno. El 12 de octubre, Kristersson informó al orador y solicitó dos días más para reunir los documentos de su gobierno. El 14 de octubre, Kristersson anunció al presidente del Riksdag que estaba listo para formar gobierno con los Demócratas Cristianos (KD) y los Liberales (L), con el apoyo de los Demócratas de Suecia (SD). El acuerdo escrito de las cuatro partes con Kristersson como primer ministro y la líder de KD Ebba Busch como vice primera ministra para el período 2022-2026 se denomina Acuerdo Tidö, que lleva el nombre del lugar donde se negoció. Esta es la primera vez que SD ha formalizado influencia sobre la política de un gobierno.
El 17 de octubre, el Riksdag votó con 176 votos a favor de que Kristersson se convirtiera en primer ministro según el acuerdo de los cuatro partidos. Como gobierno, M, KD y L tienen juntos menos escaños que el Partido Socialdemócrata Sueco (S) y deben tener el apoyo SD para cada votación. Esto significa que M, KD y L son parte de un gobierno minoritario, mientras que SD tiene funcionarios públicos en la oficina del gobierno (a pesar de la oposición interna de varios miembros de L) y brinda apoyo externo a través de la confianza y la oferta para asegurar al gobierno liderado por Kristersson su mayoría absoluta. Dos legisladores de la Unión Europea, uno del Partido de la Izquierda Europea, criticaron a la centroderecha y a M en particular, como miembro del Partido Popular Europeo, por aliarse con la extrema derecha, al igual que los líderes de la oposición encabezados por S.
| Investidura Ulf Kristersson (Partido Moderado) |                                                                                             |                                    |
| Fecha →                                        | Fecha →                                                                                     | 17 de octubre de 2022              |
| Mayoría requerida →                            | Mayoría requerida →                                                                         | 175 (incluida abstenciones) de 349 |
|                                                | Sí• Demócratas de Suecia (73) • Moderado (68) • Demócratas Cristianos (19) • Liberales (16) | 176/349                            |
|                                                | No• Socialdemócrata (107) • Centro (24) • Izquierda (24) • Verde (18)                       | 173/349                            |
|                                                | Abstenciones• Ninguno                                                                       | 0/349                              |
|                                                | Ausentes• Ninguno                                                                           | 0/349                              |
| Resultado →                                    | Resultado →                                                                                 | Sí                                 |
| Fuente:                                        |                                                                                             |                                    |